# کریستیان باسداس
کریستیان باسداس (اسپانیایی: Christian Bassedas‎؛ زادهٔ ۱۶ فوریهٔ ۱۹۷۳) بازیکن سابق و مربی فوتبال اهل آرژانتین است.
از باشگاه‌هایی که در آن بازی کرده‌است می‌توان به باشگاه فوتبال نیوکاسل یونایتد، باشگاه ورزشی تنریف، باشگاه فوتبال نیولز اولد بویز، و باشگاه فوتبال ولز سارسفیلد اشاره کرد.
وی همچنین در تیم‌های ملی فوتبال زیر ۲۳ سال آرژانتین و آرژانتین بازی کرده‌است.
وی در مسابقات کشوری و بین‌المللی در مجموع برندهٔ ۱ مدال طلا، ۱ مدال نقره شده‌است.